# Saurida
Saurida (Valenciennes, 1850) è un genere di pesci ossei marini appartenenti alla famiglia Synodontidae.

## Distribuzione e habitat
Il genere è prevalentemente distribuito nelle acque tropicali dell'Indo-Pacifico e del mar dei Caraibi anche se alcune specie si spingono nelle zone subtropicali e temperate calde dell'oceano Atlantico occidentale e del Pacifico occidentale. La specie S. undosquamis è presente e comune nel mar Mediterraneo orientale da cui è penetrata dal mar Rosso in seguito alla migrazione lessepsiana (vedi sezione Tassonomia).
In maggioranza sono pesci costieri legati a fondi mobili e comuni anche su piccole aree sabbiose all'interno delle barriere coralline, tuttavia diverse specie vivono a qualche centinaio di metri di profondità, eccezionalmente fino a 500/700 metri.

## Descrizione
Sono molto simili alle specie del genere Synodus (come il mediterraneo S. saurus). Hanno bocca armata di forti e acuti denti visibili anche a bocca chiusa. Le dimensioni non superano qualche decina di centimetri.

## Pesca
Alcune specie sono importanti pesci commerciali.

## Tassonomia
Secondo una revisione del genere del 2015 la specie lessepsiana presente nel Mediterraneo non sarebbe S. undosquamis, non immigrata dal mar Rosso, bensì S. lessepsianus

### Specie
Il genere comprende 23 specie:
- Saurida argentea
- Saurida brasiliensis
- Saurida caribbaea
- Saurida elongata
- Saurida filamentosa
- Saurida flamma
- Saurida golanii
- Saurida gracilis
- Saurida isarankurai
- Saurida lessepsianus
- Saurida longimanus
- Saurida macrolepis
- Saurida microlepis
- Saurida micropectoralis
- Saurida nebulosa
- Saurida normani
- Saurida pseudotumbil
- Saurida suspicio
- Saurida tumbil
- Saurida tweddlei
- Saurida umeyoshii
- Saurida undosquamis
- Saurida wanieso